# Adams (Tennessee)
Adams é uma cidade localizada no estado norte-americano de Tennessee, no Condado de Robertson.

## Demografia
Segundo o censo norte-americano de 2000, a sua população era de 566 habitantes. Em 2006, foi estimada uma população de 598, um aumento de 32 (5.7%).

## Geografia
De acordo com o United States Census Bureau tem uma área de 6,3 km², dos quais 6,3 km² cobertos por terra e 0,0 km² cobertos por água. Adams localiza-se a aproximadamente 167 m acima do nível do mar.

## Localidades na vizinhança
O diagrama seguinte representa as localidades num raio de 24 km ao redor de Adams.